# Villa Soriano
Villa Soriano è una località del dipartimento di Soriano in Uruguay. È situata sulle rive del Río Negro. È stata il capoluogo dell'omonimo dipartimento dal 27 gennaio 1816 al 6 luglio 1857.

## Storia

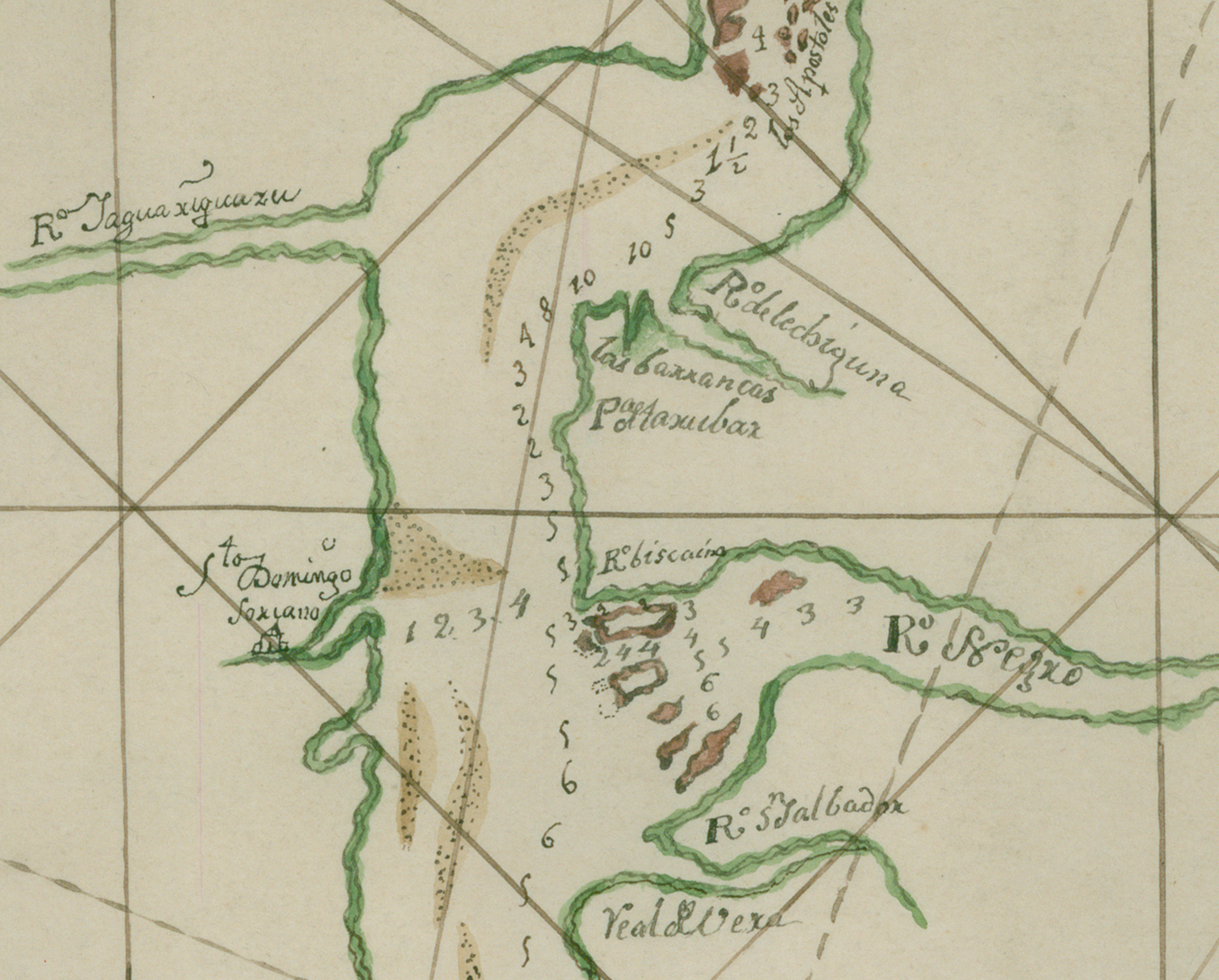
Carta del 1692 che identifica Santo Domingo Soriano nella sua posizione originaria, sull'attuale costa argentina.

La località fu fondata in 1662 come "riduzione" dominica con il nome di Santo Domingo Soriano sulla costa attualmente argentina del fiume uruguay; tra il 1708 e il 1718 fu trasferita nella sua ubicazione definitiva, vicina alla confluenza tra il Río Negro e l'Uruguay.
Il 28 febbraio 1811, a seguito di una sollevazione capeggiata dall'ufficiale delle milizie Ramón Fernández, la località si ribellò alle autorità coloniali spagnole; pochi giorni dopo, il 4 aprile, le milizie orientali, appoggiate da un piccolo contingente inviato da Buenos Aires e guidato da Miguel Estanislao Soler, sconfisse una flottiglia realista che aveva risalito il Río Negro per riconquistare la città; la battaglia di Soriano fu il primo vero scontro armato nella Banda Oriental, odierno Uruguay, delle guerre d'indipendenza ispanoamericana.

## Popolazione
Al censimento del 2011, Villa Soriano contava una popolazione di 1 124 abitanti.